# Дидня
Дидня (пол. Dydnia) — село в Польщі в гміні Дидня Березівського повіту в Підкарпатському воєводстві. Населення — 1520 осіб (2011).

## Історія
У 1361 р. король Казимир III Великий надав село Балям.
У документах 1491, 1497 і 1511 років підтверджується існування церкви. Однак західне Надсяння внаслідок примусового закриття церков зазнало латинізації та полонізації.
За даними графа Мавриція Дідушицького, село було дідичним володінням львівського латинського архиєпископа Вацлава Героніма Сераковського, яке після його смерті успадкував брат покійного Роман.
Після півтисячоліття латинізації та полонізації до 1947 р. рештки українського населення в селі зберігали вірність греко-католицькій церкві і продовжували належати до парафії Іздебки Динівського деканату Апостольської адміністрації Лемківщини. Метричні книги велися від 1784 р. Село входило до Березівського повіту Львівського воєводства.
У 1975—1998 роках село належало до Кросненського воєводства.

## Демографія
Демографічна структура станом на 31 березня 2011 року:
|          | Загалом | Допрацездатний вік | Працездатний вік | Постпрацездатний вік |
| -------- | ------- | ------------------ | ---------------- | -------------------- |
| Чоловіки | 751     | 147                | 521              | 83                   |
| Жінки    | 769     | 167                | 456              | 146                  |
| Разом    | 1520    | 314                | 977              | 229                  |